# Tragosoma depsarium
Tragosoma depsarium là một loài bọ cánh cứng trong họ Cerambycidae.

## Hình ảnh

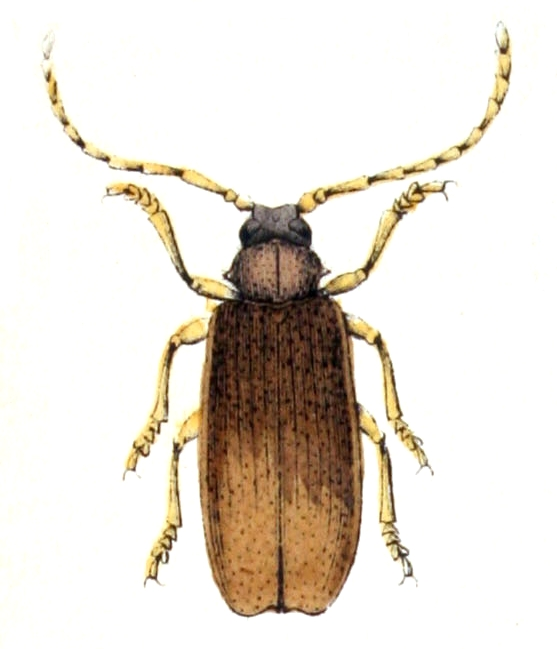